# Kustaa Mikko Evä
Kustaa Mikko Evä, född 1878 i Tammerfors, död 1927 i Sovjetunionen, var en finsk journalist, korporativist och aktiv i arbetarrörelsen, en av de mest framstående figurerna i Tammerfors kommunliv under åren före inbördeskriget. Under kriget tillhörde han röda Tavastlands högkvarter och flydde till Sovjetryssland innan kriget slutade, och var där involverad i grundandet av Finlands kommunistiska parti (FKP). Till yrket var han stationskarl.

## Biografi

### Tidiga år
I sin ungdom tjänstgjorde Evä i det Finska dragonregementet i Villmanstrand, varifrån han återfördes som fanjunkare. Han gick med i arbetarrörelsen efter storstrejken 1905. Han arbetade som journalist för tidningen Kansan Ääni (Folkets röst) i Tammerfors och som facklig förtroendeman i Järnvägsarbetarnas förbund. Evä var medlem i Tammerfors socialdemokratiska kommunfullmäktige och innehade senare på 1910-talet många förtroendeposter inom arbetarrörelsen och i kommunlivet. Evä tillhörde bland annat Tavastlands arbetares sparbanks styrelse och Finlands hyresvärdsförbunds utskott. Dessutom var han chef för Arbetarnas ömsesidiga försäkringsbolag och Tammerfors arbetarorganisations ordförande. Mellan 1916 och 1917 spelade han en viktig roll i konsolideringen av Tammerfors kooperativ till en kooperativ rörelse. Dessutom var Evä grundare av både Förbundet för konsumentkooperativ och Finska kooperativa föreningen. 

### Generalstrejk och inbördeskrig
I november 1916 utnämndes Evä till Tammerfors livsmedelskommission, där han var engagerad till ockupationen av Tammerfors, agerande som dess ordförande för en kort tid. I samband med februarirevolutionen i mars 1917 valdes han till den verkställande arbetarkommittén som etablerades i Tammerfors. Under storstrejken i november valdes Evä till livsmedelsavdelningen i det revolutionära centrala arbetarrådet och till regementschef för Tammerfors röda gardesregemente, men han avgick i början av januari 1918. Under inbördeskriget tjänade han i den röda nordstaben tillsammans med Eino Rahja, Aleksanteri Vasten och Tuomas W. Hyrskymurto. Under slaget om Tammerfors lyckades han fly från staden och ta sig till Sovjetryssland. Den exakta tidpunkten för flykten är inte känd, men Evä hade lämnat Tammerfors redan den 24 mars då han inte kunde nås till ett möte i styrelsen för Linfabrikens arbetarkooperativ.

### Livet i Sovjetunionen
I augusti 1918 deltog Evä i Finlands kommunistiska partis konstituerande möte i Petrograd och valdes också till partiets första centralkommitté, vars sekreterare han var från 1918 till 1921. I oktober 1920 sårades Evä i mordmassakern på Kuusinenklubben. Han arbetade senare som chefredaktör för Vaupas (Frihet) likaledes för tidskriften Kommunisti och var chef för litterära avdelningen på bok- och tidningsförlaget Kirja (Bok) i Leningrad. Han tjänade också som sekreterare för den finska grenen av Leningrads guvernementskommitté som inrättades av det ryska kommunistpartiet.  
Evä dog i Sovjetunionen 1927. Eino Rahja, som nyligen avskedats från FKP:s centralkommitté, höll ett tal vid hans begravning som kritiserade partiledningen, vilket centralkommittén i hårda ordalag fördömde. Eväs memoarer från inbördeskriget publicerades i Leningrad 1929.

## Verk
- Kosto Suomen köyhälistön pyöveleille : puhe Pietarin suomalaisten työläisten vallankumousjuhlassa 8 p:nä marrask. 1918. Suomalaisten kommunistien sarjajulkaisu n:o 28. Suom. kommunistisen puolueen keskuskomitea, Pietari 1918
- Työväen diktatuuri Suomeen! : luento työväen diktatuurin hallituskoneistosta kommunistisilla agitaattorikursseilla Pietarissa 30 p. marrask. 1918. Suomalaisten kommunistien sarjajulkaisu n:o 37. Suom. kommunistisen puolueen keskuskomitea, Pietari 1918
- Kuka loi Jumalan?. Kirja, Leningrad 1924
- Maan lannoitus ja lannan hoito ; suomalaisten lähteiden mukaan K. M. Evä. Kirjan maatalouskirjoja n:o 8. Kirja, Leningrad 1927
- Punainen tiedustelija. Kirja, Leningrad 1931